# Carposina herbarum
Carposina herbarum là một loài bướm đêm thuộc họ Carposinidae. Nó là loài đặc hữu của Oahu, Lanai và Hawaii.